# SEA-ME-WE 4

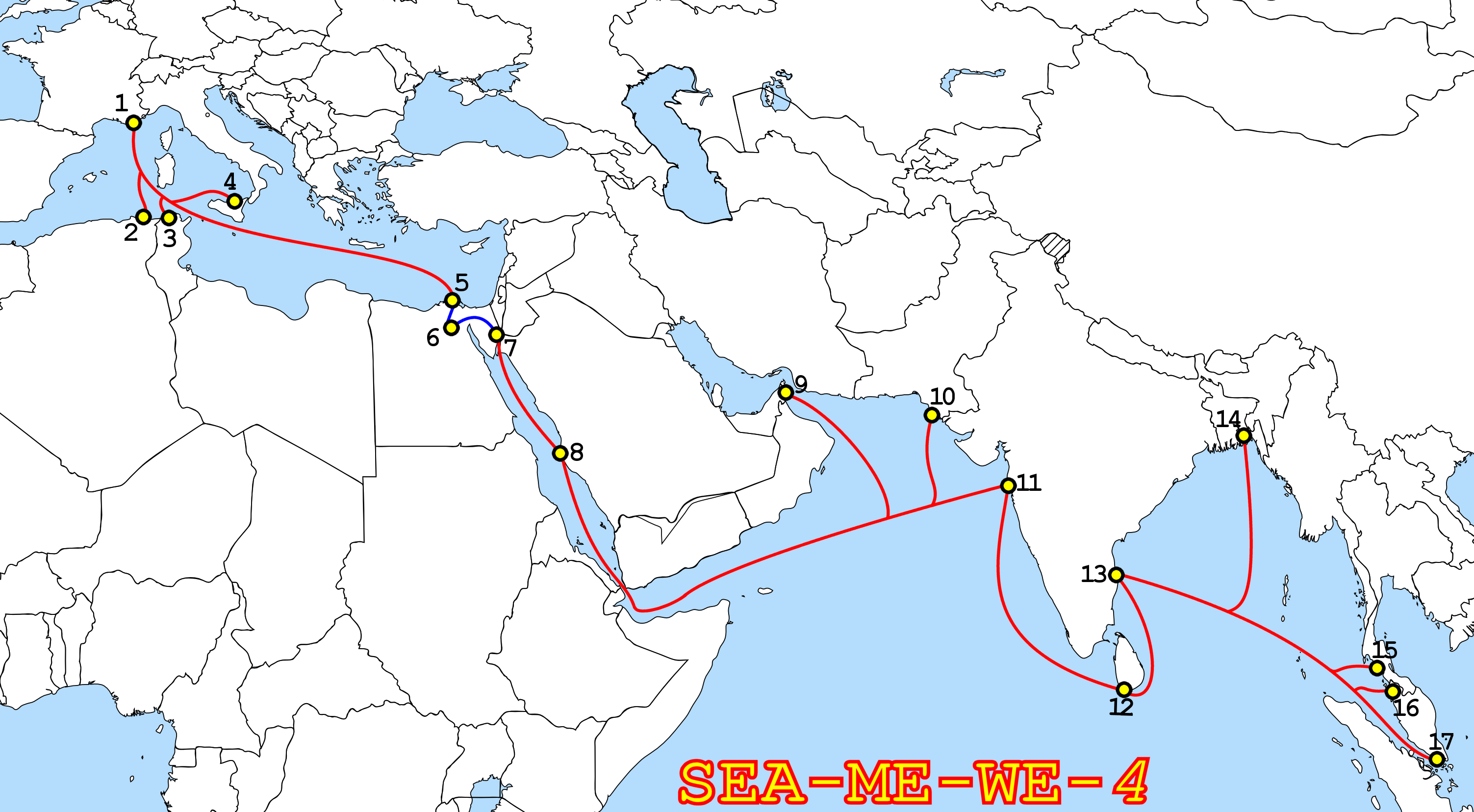
De route van de zeekabel in het rood; het blauwe gedeelte gaat over land

South East Asia–Middle East–Western Europe 4 (SEA-ME-WE 4) is een zeekabelsysteem voor telecommunicatiedoeleinden.
SEA-ME-WE-4 is ongeveer 18.800 kilometer lang en is de belangrijkste backbone tussen Zuidoost-Azië, het Indisch subcontinent, het Midden-Oosten en Europa. De kabel loopt van Singapore naar Frankrijk, met Maleisië, Thailand, Bangladesh, India, Sri Lanka, Pakistan, Verenigde Arabische Emiraten, Saoedi-Arabië, Soedan, Egypte, Italië, Tunesië, Algerije als landing points.
De kabel komt op de volgende punten aan land (zogenaamde landing points):
1. Marseille, Frankrijk
2. Annaba, Algerije
3. Bizerte, Tunesië
4. Palermo, Italië
5. Alexandrië, Egypte
6. Caïro, Egypte (over land)
7. Suez, Egypte (over land)
8. Jeddah, Saoedi-Arabië
9. Fujairah, Verenigde Arabische Emiraten
10. Karachi, Pakistan
11. Mumbai, India
12. Colombo, Sri Lanka
13. Chennai, India
14. Cox's Bazar, Bangladesh
15. Satun, Thailand
16. Malakka, Maleisië
17. Tuas, Singapore

Het SEA-ME-WE 4 kabelsysteem werd ontwikkeld door een consortium van 16 telecombedrijven, die op 27 maart 2004 besloten tot de aanleg. Op 13 december 2005, 18 maanden later, was het project voltooid. De kosten bedroegen rond de 500 miljoen dollar.
SEA-ME-WE 4 wordt gebruikt om telefoon- en internetverkeer over te transporteren. SEA-ME-WE 4 vormt samen met het oudere kabelsystemen SEA-ME-WE 3 back-ups voor elkaar. SEA-ME-WE 4 is dus niet bedoeld om SEA-ME-WE 3 te vervangen. SEA-ME-WE 3 is met zijn 39.000 kilometer ruim twee keer zo lang en loopt van Japan en Australië naar Ierland en Duitsland. 
SEA-ME-WE 4 maakt gebruik van golflengtemultiplexing. Er worden twee vezelparen gebruikt, waarbij elk vezelpaar 64 wavelengths van 10 Gb/s per golflengte. De totale capaciteit bedraagt dus 1,28 terabit per seconde. De SEA-ME-WE 4 heeft een veel hogere snelheid van datatransmissie dan de SEA-ME-WE 3, die een capaciteit van 10 gigabit heeft. SEA-ME-WE 3 geeft connectiviteit aan meer landen en over een langere afstand, terwijl SEA-ME-WE 4 is aangelegd met het oog op het snelgroeiende internetverkeer in de aangesloten landen.
Op 30 januari 2008 kwam SEA-ME-WE 4 in het nieuws door een kabelbreuk in de Middellandse Zee. Op 6 juni 2012 kwamen er opnieuw berichten over een kabelbreuk in de SEA-ME-WE 4 bij Singapore die met name gevolgen had voor internetgebruikers in Bangladesh.
Begin 2014 maakte Der Spiegel bekend dat verschillende Amerikaanse en Aziatische veiligheidsdiensten erin geslaagd waren de kabel te tappen en de passerende informatie te onderscheppen. Deze informatie kwam naar boven dankzij de documenten die Edward Snowden had onthuld.